# Særkønnet
Særkønnet (i botanisk fagsprog også diklinisk) betegner planter, dyr eller andre væsener, der enten kun har hanlige eller hunlige kønsorganer – og således kun kan formere sig med det modsatte køn. At man kun har ét køn omtales også som at være etkønnet.
Blandt planter forekommer dette ret sjældent, men dog ikke helt ualmindeligt, da de fleste af planterne er hermafroditiske (tvekønnede), dvs. at de alle rummer både hanlige og hunlige dele. Dette betyder i praksis, at nogle blomster er "hanner" (arten kaldes sambo), mens andre af blomsterne er "hunner" (arten kaldes særbo). For Ask (Fraxinus excelsior) ses desuden også blomster af begge køn.
Hos mennesker og andre pattedyr forholder det sig omvendt, idet disse oftest er særkønnede.